# TV Azteca
TV Azteca (ісп. Televisión Azteca — «ТВ Ацтека», «Телебачення Ацтека» —) — Це друга за величиною медіакомпанія в Мексиці та одна з найбільших i Латинській Америці, і вона є іспаномовною, поступаючись лише бразильському TV Globo, американському Telemundo та його конкуренту Televisa, Транслюючись у США через телевізійну мережу Azteca América, керовану H2C Holdings і має кілька відкритих і платних телевізійних каналів, компанія в основному виробляє серіали (більш відомі як теленовели), реаліті-шоу, конкурсні програми.

## Історія
На початку 1990-х у часи президента Карлоса Салінаса де Гортарі були приватизовані багато державних активів. Серед них був Instituto Mexicano de la Televisión, відомий як Imevisión, який володів двома національними телевізійними мережами (Red Nacional 7 і Red Nacional 13) і трьома місцевими телевізійними станціями. Готуючись до приватизації, станції Imevision були розділені на кілька новостворених компаній, найбільша з яких отримала назву Televisión Azteca, S.A. de C.V.

## Телевізійні канали

### Наземний
- Azteca Uno — оригінальні теленовели
- Azteca 7 — іноземні серіали та фільми
- A Más — зарубіжні теленовели
- ADN 40 — програми новин

### Кабель
- TV Azteca Clic!
- TV Azteca Mundo
- TV Azteca Corazón
- TV Azteca Cinema
- Azteca Uno -1 hora
- Azteca Uno -2 horas
- Romanza+ Africa — співвласник з Venevisión
- Azteca América — закритий
- TV Azteca Guatemala
- TV Azteca Honduras